# Копиці (Опольське воєводство)
Копиці (пол. Kopice) — село в Польщі, у гміні Ґродкув Бжезького повіту Опольського воєводства.
Населення — 842 особи (2011).

## Демографія
Демографічна структура станом на 31 березня 2011 року:
|          | Загалом | Допрацездатний вік | Працездатний вік | Постпрацездатний вік |
| -------- | ------- | ------------------ | ---------------- | -------------------- |
| Чоловіки | 414     | 89                 | 291              | 34                   |
| Жінки    | 428     | 87                 | 250              | 91                   |
| Разом    | 842     | 176                | 541              | 125                  |